# Херман V фон Хенеберг-Ашах
Херман V (IV, III) фон Хенеберг-Ашах (на немски: Hermann V (IV. III.)von Henneberg-Aschach; * ок. 1330; † между 27 януари/28 март 1403 или 5 март 1404) от рода на Хенебергите е граф на Хенеберг-Ашах (Ашах, днес част от Бад Боклет, Бавария) (упр. 1352 – 1403).

## Произход и наследство
Той е син на граф Хайнрих VI (XI) фон Хенеберг-Ашах († 1355/1356) и съпругата му София фон Кефернбург († 1358), дъщеря на граф Гюнтер VIII фон Кефернбург († 1318/1324) и Ирмгард фон Шварцбург-Вахсенбург († сл. 1340). Внук е на граф Херман II фон Хенеберг (1250 – 1292).
Брат е на Аделхайд фон Хенеберг († 14 юни 1369), омъжена за Фридрих I фон Хайдек-Арнсберг-Долнщайн-Велхайм († 1374).
През 1371 г. Херман V купува замък Хартенбург на Хартенберг в Рьомхилд от роднината му Бертхолд X фон Хенеберг-Хартенберг (упр. 1348 – 1371) и през 1390 г. продава Ашах.

## Фамилия
Херман V фон Хенеберг-Ашах се жени първо за Аделхайд фон Цолерн († 30 август 1360). Бракът е бездетен. Херман V фон Хенеберг-Ашах се жени втори път 1366 г. за графиня Агнес фон Шварцбург-Бланкенбург († 13 април 1399, погребана в манастир Фрауенрод), дъщеря на граф Гюнтер XXI фон Шварцбург-Бланкенбург († 1349) и Елизабет фон Хонщайн († 1380). Те имат децата:
- Фридрих I фон Хенеберг-Ашах (* 1367; † 24 септември 1422), граф на Хенеберг-Ашах (1403 – 1422), женен на 4 май 1393 г. за графиня Елизабет фон Хенеберг-Шлойзинген († 1444)
- Вилхелм I (* пр. 1391; † сл. 7 април 1397/1426 в Кипър)
- Херман VI фон Хенеберг-Ашах († 11 септември 1416)
- Елизабет фон Хенеберг-Ашах († 4 ноември 1408), омъжена на 18 юни 1386 г. за граф Томас II фон Ринек († 1431)